# Enric I de Flandes
Enric I de Flandes (Henricus, Ἑνρῖκος) fou emperador llatí (1206-1216). Era el segon fill del vuitè comte de Flandes i cinquè comte d'Hainaut, Balduí. Va néixer el 1176 i va succeir al seu germà gran Balduí I de Constantinoble en el tron el 1206.

## Biografia
L'any 1194 assolí la majoria d'edat i volia ser armat cavaller, però el seu pare, per motius desconeguts no volia, llavors ell li ho demanà a Renald, comte de Dammartin, el qual s'encarregà de fer l'ordenament. A la mort del seu pare, el 1195, el seu germà gran Balduí li donà en apanatge alguns dominis a Flandes i Hainaut: la terra de Sebourg, el Fayt, un part d'Angre, Harelbeke i Blaton.
El 1191 arribaren notícies de la caiguda en mans dels musulmans de diverses places costaneres que havien format part dels estats croats al Llevant, cosa que afegida a l'anterior pèrdua de Jerusalem sembrà l'alarma per França, i Enric i el seu germà s'uniren a la crida per la Quarta Croada. El 12 d'abril del 1204, quan els caps de la croada decidiren prendre Constantinoble, a ell li encomanaren organitzar un grup armat davant la porta del palau de Blaquernes per protegir el tresor del caos que s'havia apoderat de la ciutat. Després de la conquesta de la capital romana d'Orient i la creació de l'Imperi Llatí, el seu germà fou proclamat emperador. A ell se li van assignar territoris a Àsia que encara restaven en mans de Teodor I Làscaris, proclamat emperador a Nicea. Va derrotar Làscaris en una batalla sagnant a Adramytium, en la regió de Mísia el 1205 i va conquerir Bitínia, però la defensa contra la invasió dels búlgars el va obligar a tornar a Constantinoble amb vint mil mercenaris armenis, amb els quals va anar cap a Adrianòpolis.
Abans d'arribar es va assabentar que el seu germà Balduí havia lliurat batalla contra Kaloian de Bulgària (Calo Joannes), havia estat derrotat i l'emperador havia desaparegut (15 d'abril del 1205). Va arribar just a temps d'impedir la completa destrucció de l'exèrcit imperial. Kaloian va saquejar Tràcia i Macedònia després de la seva victòria sobre els llatins i va atacar el Regne de Tessalònica prenent Serres, Veria i Moglena. En no saber-se res de Balduí, Enric fou proclamar regent i va tornar a Constantinoble perseguit per les forces del rei búlgar que va incendiar Filipòpolis, va assolar Tràcia, i va rebre el suport dels grecs, hostils als llatins. Les crueltats dels búlgars van mostrar als grecs que aquests eren un amos pitjors que els llatins i Adrianòpolis, que primer havia tancat les portes a Enric, ara el va cridar i el va rebre amb aclamacions (1206). En aquest moment ja se sabia que Balduí havia caigut presoner del rei búlgar i va morir per aquest temps de malenconia. Els barons van aclamar Enric com a emperador i fou coronat el 20 d'agost del 1206 quasi al mateix temps que Làscaris es coronava a Nicea.
Com era lògic, els búlgars i el grecs d'Àsia es van aliar. Enric va rebre el suport del marquès Bonifaci I de Montferrat, rei de Tessalònica, en formar-se una aliança matrimonial, car Enric es va casar amb Agnès, filla de Bonifaci; però Agnès va morir al cap de poc temps. El 1207 va morir el rei búlgar i Boril es va casar amb la vídua de Kaloyan i es va apoderar del tron però Aleix Slav no el va reconèixer i va assegurar el seu domini al massís del Ròdope. Boril va marxar cap a Tràcia per reconquerir la regió el maig de 1208 i Enric I de Flandes va dirigir personalment el seu exèrcit contra Boril, forçant-lo a retirar-se a Philippopolis, on fou derrotat el 8 de juliol. Va poder acordar una treva amb Teodor I Làscaris, que estava pressionat per David Comnè, dèspota de Sinope i pel seu germà Aleix I Comnè de Trebisonda, treva que el 1214 es va trencar quan Teodor es va aliar a Aleix Comnè per envair Bitínia, va sorprendre a les tropes d'Enric a la zona i la van conquerir. Boril desitjava la pau amb Enric perquè ja s'havia adonat que no seria capaç de recuperar els territoris tracis perduts per l'Imperi Llatí i Enric volia la pau amb Bulgària per reprendre la seva guerra contra Teodor I Làscaris. Després de llargues negociacions, Enric es va casar amb Maria de Bulgària, la fillastra de Boril a finals de 1213 o principis de 1214.
Enric va creuar el Bòsfor amb un exèrcit escollit i va assetjar Pemanene que finalment, després de llarga resistència, es va rendir. Enric va fer matar els tres principals oficials encarregats de la defensa de la ciutat: Dermocit, Andrònic Paleòleg (cunyat de Teodor Làscaris) i un tercer personatge el nom del qual no s'esmenta però que era germà de Teodor Làscaris i ha estat identificat amb Constantí Làscaris). Finalment es va ajustar la pau per la qual Enric va haver de reconèixer a Làscaris els territoris a l'est d'una línia entre Sardes i Nicea, i a més a més tota la Bitínia conquerida pels grecs.
Quan el clergat de Constantinoble escriví al papa el 1208 per reconèixer la seva primacia i demanar l'autorització per escollir un patriarca de ritu ortodox a més del patriarca de ritu romà, com s'havia fet a Antioquia i a Jerusalem, ni tan sols es dignà a respondre. El 1215 el papa Innocenci III va convocar el Concili del Laterà IV en què considerava les esglésies romana i grega de l'Imperi Llatí com una sola i reconeixia Enric com a emperador; el papa va declarar Constantinoble la segona seu del cristianisme després de Roma.
El 1216 Enric va iniciar preparatius per la guerra contra el seu antic aliat, el dèspota de l'Epir i Etòlia, Teodor, però va morir sobtadament abans de començar les hostilitats. La seva mort es produí en circumstàncies estranyes, alguns pensen que fou produïda per una malaltia, altres que fou enverinat per la seva dona o per Hubert de Biandrate, governador de Tessalònica que ell havia fet fora; de les tres hipòtesis la tercera sembla la menys probable. Com que no va deixar fills mascles el va succeir Pere II de Courtenay.
A favor d'Enric cal dir que no va discriminar els seus súbdits grecs i en general fou apreciat per aquests.